# Horná Mičiná, Banská Bystrica
Horná Mičiná este o comună slovacă, aflată în districtul Banská Bystrica din regiunea Banská Bystrica. Localitatea se află la altitudinea de 432 m deasupra n.m., se întinde pe o suprafață de 15,69 km2 și în 2017 număra 629 de locuitori.

## Istoric
Localitatea Horná Mičiná este atestată documentar din 1293.

## Demografie
| An:                | 1994 | 2004   | 2014    | 2024    |
| ------------------ | ---- | ------ | ------- | ------- |
| Număr de persoane: | 475  | 467    | 607     | 698     |
| Diferență:         |      | −1,68% | +29,97% | +14,99% |

| An:                | 2023 | 2024   |
| ------------------ | ---- | ------ |
| Număr de persoane: | 690  | 698    |
| Diferență:         |      | +1,15% |